# سميرة خليل
سميرة خليل هي معارضة سوريّة الجنسية، ومعتقلة سياسية سابقة وناشطة ثورية من منطقة حمص في سوريا. أُلقي القبض عليها واعتُقِلتْ لمدّة أربعة أعوام 1987-1991 لمعارضتها لنظام آل الأسد في سوريا. سميرة مفقودة حاليّاً بعد أن اختُطِفت في دوما في 9 ديسمبر 2013 مع الناشطين رزان زيتونة ووائل حمادة وناظم حمادي.

بعد اعتقالها في الثمانيات، أنشأت سميرة داراً للنشر قبل أن توجه جهودها لمساعدة أسر المعتقلين والكتابة عن الاعتقال في سوريا. وقبل خطفها، كانت تساعد النساء في دوما لمساندة أنفسهن بعمل مشروعات صغيرة مُدِرّة للدخل، واستقرت في دوما لإنشاء مركزين للمرأة.

سميرة وزوجها ياسين الحاج صالح كانا موضوع الفيلم الوثائقي "بلدنا الرهيب"، والذي يوثق حياتهما قبل اختطاف سميرة في 2013.
مُنحت سميرة جائزة بترا كيلي من قبِل المؤسسة هاينريش بول في 2014 لعملها في مركز توثيق الانتهاكات في سوريا.